# Glazbena obrada
Glazbena obrada ili glazbeni aranžman (od franc. arrangement) naziv je za preinaku, odnosno preradbu kakva glazbenog djela za instrumentalni ili vokalni sastav, različitu od sastava kojemu je djelo izvorno namijenjeno. U jazzu je to naziv za fiksiranu, zapisanu (tiskanu ili snimljenu) inačicu neke skladbe koja se u živoj izvedbi temelji na improvizaciji. U zabavnoj glazbi aranžman podrazumijeva razradbu instrumentalnih i vokalnih dionica za izvođački sastav na temelju osnovne glazbene zamisli autora, prvenstveno skladatelja.